# Óblast de Smolensk
Smolesnsko,[cita requerida] tradicionalmente en español Esmolensco (en ruso: Смоле́нская о́бласть, tr.: Smolénskaya óblast) es una de las cuarenta y siete provincias que, junto con las veintiuna repúblicas, nueve krais, cuatro distritos autónomos y dos ciudades federales, conforman los ochenta y tres sujetos federales de Rusia. Su capital es la homónima Esmolensco.

## Localización
Está ubicado en el distrito Central limitando al norte con Pskov y Tver, al este con el óblast de Moscú, al sur con Kaluga y Briansk, y al oeste con Bielorrusia.
Su área es de 49 779 km². Cuenta con una población de 967 896 habs., según el censo ruso de 2014. Su centro administrativo es la ciudad de Smolensk. Otras antiguas ciudades incluyen Viazma y Dorogobuzh. Fue fundado el 27 de septiembre de 1937.
El sitio arqueológico de Gnezdov, cerca de Smolensko, también se encuentra en la provincia.

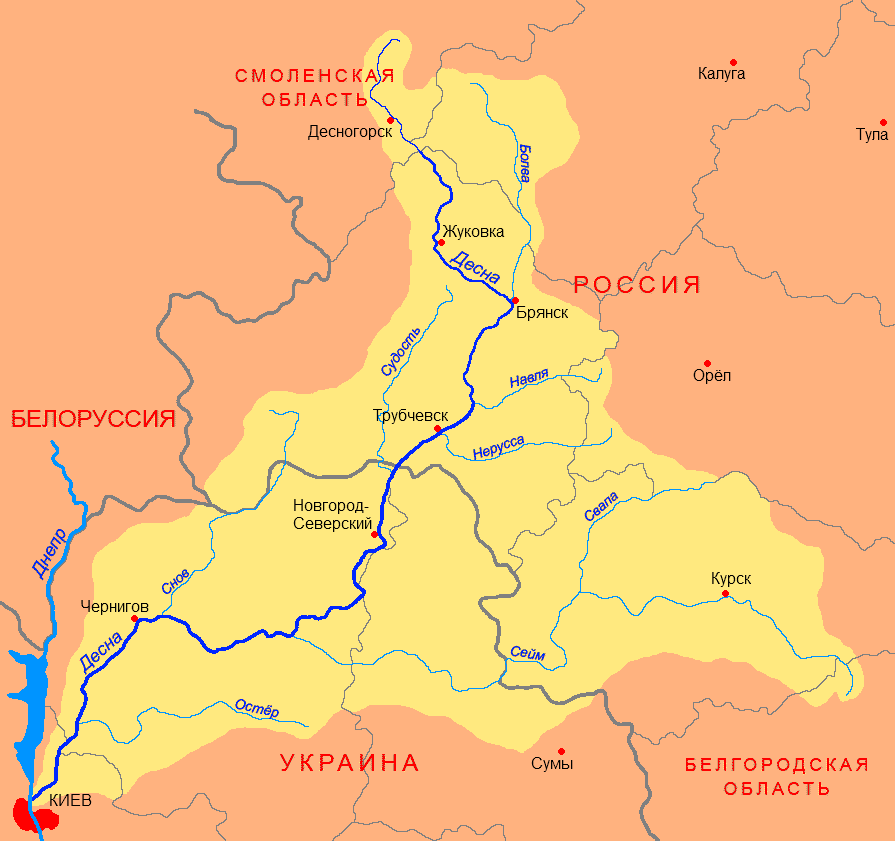
Mapa en ruso del río Desná, el cual nace al sur del óblast de Smolensk (Смоленская область)

## Subdivisiones

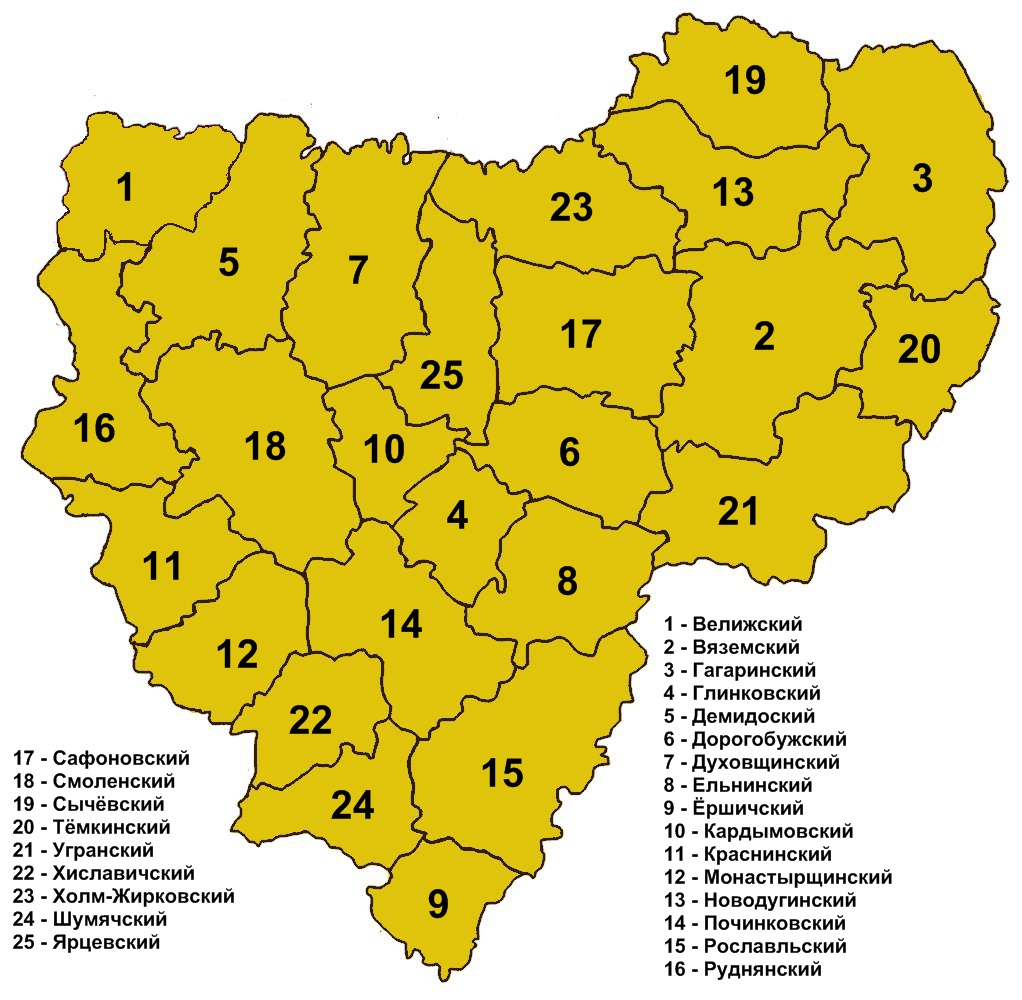
Mapa de los raiones de la óblast

Comprende dos ókrug urbanos (ciudades directamente subordinadas a la óblast: Smolensk y Desnogorsk) y los siguientes 25 raiones:
- Raión de Vélizh (capital: Vélizh)
- Raión de Viazma (capital: Viazma)
- Raión de Gagarin (capital: Gagarin)
- Raión de Glinka (capital: Glinka)
- Raión de Demídov (capital: Demídov)
- Raión de Dorogobuzh (capital: Dorogobuzh)
- Raión de Dujovshchina (capital: Dujovschina)
- Raión de Yelnia (capital: Yelnia)
- Raión de Yérshichi (capital: Yérshichi)
- Raión de Kardýmovo (capital: Kardýmovo)
- Raión de Krasni (capital: Krasni)
- Raión de Monastýrshchina (capital: Monastýrshchina)
- Raión de Novoduguinó (capital: Novoduguinó)
- Raión de Pochínok (capital: Pochínok)
- Raión de Róslavl (capital: Róslavl)
- Raión de Rudnia (capital: Rudnia)
- Raión de Safónovo (capital: Safónovo)
- Raión de Smolensk (sede administrativa: Smolensk)
- Raión de Sychovka (capital: Sychovka)
- Raión de Témkino (capital: Témkino)
- Raión de Ugrá (capital: Ugrá)
- Raión de Jislávichi (capital: Jislávichi)
- Raión de Jolm-Zhirkovski (capital: Jolm-Zhirkovski)
- Raión de Shumiachi (capital: Shumiachi)
- Raión de Yártsevo (capital: Yártsevo)

## Zona horaria
El óblast de Smolensk está localizado en la zona horaria de Moscú (MSK/MSD). La diferencia con UTC es +0300 (MSK)/+0400 (MSD).